# Pianos Become the Teeth
Pianos Become the Teeth — американський рок-гурт із Балтимора, штат Меріленд, заснований 2006 року. Їхній ранній музичний стиль був натхненний пост-роком і раннім скримо. Гурт є частиною регіонального пост-хардкорного музичного руху, який також представляють Touché Amoré, La Dispute, Defeater та Make Do and Mend. Колектив перевидав свій добре прийнятий дебютний альбом Old Pride у 2010 році, через лейбл Topshelf Records.

## Історія

### Ранні роки таOld Pride(2006–2010)
Pianos Become The Teeth були засновані наприкінці 2006 року в місті Балтимор, штат Меріленд. Їх дебютний міні-альбом Saltwater, вийшов 2008 року, на лейблі Doomed під керівництвом Dawn Records. На початку 2009 року гурт випустив спіліт-альбом із Ezra Joyce. Включена в спліт-альбом, пісня «Creatures of Habit» була досить темною, більше схожою на матеріал, який був записаний для їх наступного дебютного студійного альбому.
Колектив випустив свій дебютний студійний альбом Old Pride у 2009 році через лейбл Blackjaw Records.

### The Lack Long After(2011–2013)
У січні 2011 року Pianos Become The Teeth почали писати новий альбом і описали нові пісні як «темніші та важчі», ніж попередній матеріал, і що вони не стануть «другою частиною Old Pride», натякаючи на новий музичний напрямок.

### Контракт з Epitaph таKeep You(2014)
У 2014 році колектив підписав контракт із Epitaph Records, а 28 жовтня того ж року випустив свій третій студійний альбом Keep You. Альбом, спродюсований Віллом Іпом, відомий своєю стилістичною відмінністю від попередніх релізів, демонструючи менш агресивне звучання та відсутність кричущого вокалу Кайла Дерфі.

### Wait for Love(2018)
8 листопада 2017 року Pianos Become the Teeth оголосили, що їхній новий альбом вийде 16 лютого 2018 року. Вони також випустили перший сингл і музичне відео на пісню «Charisma».

## Учасники гурту

### Теперішні учасники
- Кайл Дерфі — вокал, піаніно, музичне програмування
- Чад МакДональд — гітара
- Майк Йорк — гітара
- Зак Сьюелл — бас-гітара, бек-вокал
- Девід Хаік — ударні, перкусія

### Колишні учасники
- Джош Регенсбург — бас-гітара
- Метт Вільямс — клавішні, синтезатор, бек-вокал
- Браян Букзар — ударні
- Метт Ґарднер — бас-гітара
- Джей Кападія — гітара

## Дискографія

### Студійні альбоми
- Old Pride (2009)
- The Lack Long After (2011)
- Keep You (2014)
- Wait for Love (2018)
- Drift (2022)[6]

### Демо та міні-альбоми
- Demo (2007)
- Saltwater (2008)
- Close (2015)

### Спліти
- Pianos Become The Teeth / Ezra Joyce (2009)
- Pianos Become The Teeth / The Saddest Landscape (2010)
- Touché Amoré / Pianos Become the Teeth (2013)

### Музичні відео
- «Houses We Die In» (2009)
- «I'll Be Damned» (2011)
- «I'll Get By» (2012)
- «Repine» (2014)
- «Late Lives» (2014)
- «895» (2015)
- «Ripple Water Shine» (2015)
- «Charisma» (2017)
- «Bitter Red» (2018)
- «Love On Repeat» (2018)
- «Genevievem (2022)
- «Skiv» (2022)
- «Buckley» (2022)